# جست كوز 2
جوست كوز 2 (بالإنجليزية: 2 Just Cause)‏ ، هي لعبة فيديو إلكترونية من نوع مغامرات أكشن ، نشرت شركة إيدوس الكندية سنة 2010 وتعمل على عدة أنظمة تشغيل ومنها بلاي ستيشن 3 وإكس بوكس 360.